# Alembic
Alembic es una corporación norteamericana especializada en la construcción artesanal de bajos eléctricos, guitarras eléctricas y equipos de grabación y de sonido directo, responsable, entre otras muchas innovaciones, del primer bajo de circuito activo de la historia, y pionera también en la construcción de bajos de rango extendido y de los llamados “boutique basses”, esto es, instrumentos de alta gama, elevado precio y construcción artesanal, para cuya elaboración se recurre a sofisticados circuitos electrónicos, maderas exóticas e intrincados diseños artísticos. Alembic es hoy considerada por muchos la firma más influyente en el desarrollo del bajo eléctrico después de Fender.

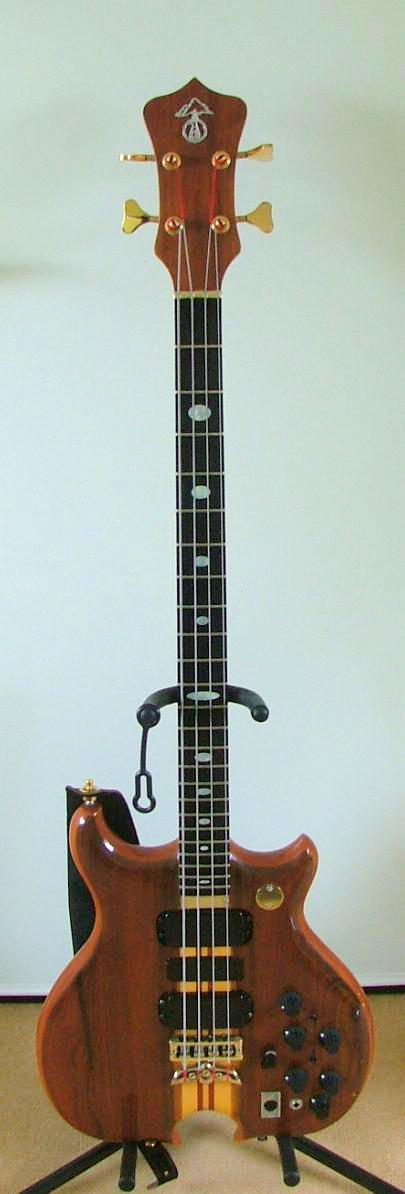
Alembic "Series 1".

## Historia
El desarrollo de la compañía es complejo, pues comenzó más como un concepto que como una empresa al uso. Se atribuye su origen a Owsley Stanley, quien a finales de los 60 trabajaba como técnico de sonido para la banda Grateful Dead, y que tuvo la idea de reclutar un “dream team” de técnicos e ingenieros para trabajar en la mejora del sonido de la banda, tanto en directo como en las grabaciones en estudio. Su primer fichaje fue Ron Wickersham, un ingeniero californiano que había trabajado diseñando consolas de grabación multipista (un concepto aún muy novedoso para la época). Cuando en 1969 ambos se trasladaron a Novato nació oficialmente Alembic, con un nombre ligado a la alquimia (un alambique era una especia de vasija ritual purificadora).
Al principio Wickersham y Stanley trabajaron en la mejora del sistema PA de Grateful Dead. Pronto, sin embargo comenzaron a modificar los instrumentos de los miembros del grupo y fue entonces cuando se incorporó por vez primera en la historia un sistema electrónico activo a un bajo eléctrico, el Guild Starfire de Phil Lesh, bajista de la banda. Cabe añadir que esta idea no era absolutamente original, pues, ya en 1962, la Burns Company of London había experimentado con la construcción de bajos eléctricos de circuitos activos sin resultados satisfactorios. 
Otros ingenieros y luthieres fueron llegando poco a poco al cuartel general de Alembic en Novato, un almacén pintado de rosa en medio del campo que ha sido descrito como una comuna hippie repleta de artilugios electrónicos y marihuana. Rick Turner, un guitarrista de la Costa Este reconvertido a luthier, comenzó a construir instrumentos desde cero, y cuando los bajos de Phil Lesh y Jack Casady (bajista de Jeferson Airplane) alcanzaron suficiente notoriedad, Alembic empezó a recibir una serie de encargos de construcción de bajos eléctricos que motivó el traslado de la compañía a San Francisco

## El Alembic #1
El primer bajo construido íntegramente por Alembic le fue entregado a Jack Casady en 1971 por Rick Turner, quien lo había concebido originalmente como un instrumento de test para diversos experimentos. Sin embargo, con sus 32 pulgadas de escala, fue el primer “bajo boutique”, pues para su construcción fueron empleadas maderas de tipo “Zebrawood” y “Purpleheart”, además del clásico arce utilizado casi en exclusiva hasta aquel entonces para la elaboración de mástiles. Los marcadores sobre el diapasón eran LEDs luminosos, e incorporaba pastillas intercambiables, circuitería activa modular e intricados diseños decorativos a lo largo de todo el diapasón. 
Nadie antes había construido un bajo de esas características y ningún otro bajo alcanzaba remotamente los 4000 dólares que costaba el bajo de Alembic, y sin embargo, los pedidos continuaban llegando, de forma que la compañía trasladó nuevamente sus oficinas a un local aún más espacioso, un antiguo rancho de pollos a las afueras de San Francisco (California). Actualmente son los bajos más copiados en la historia junto a los Fender.

## La llegada de Stanley

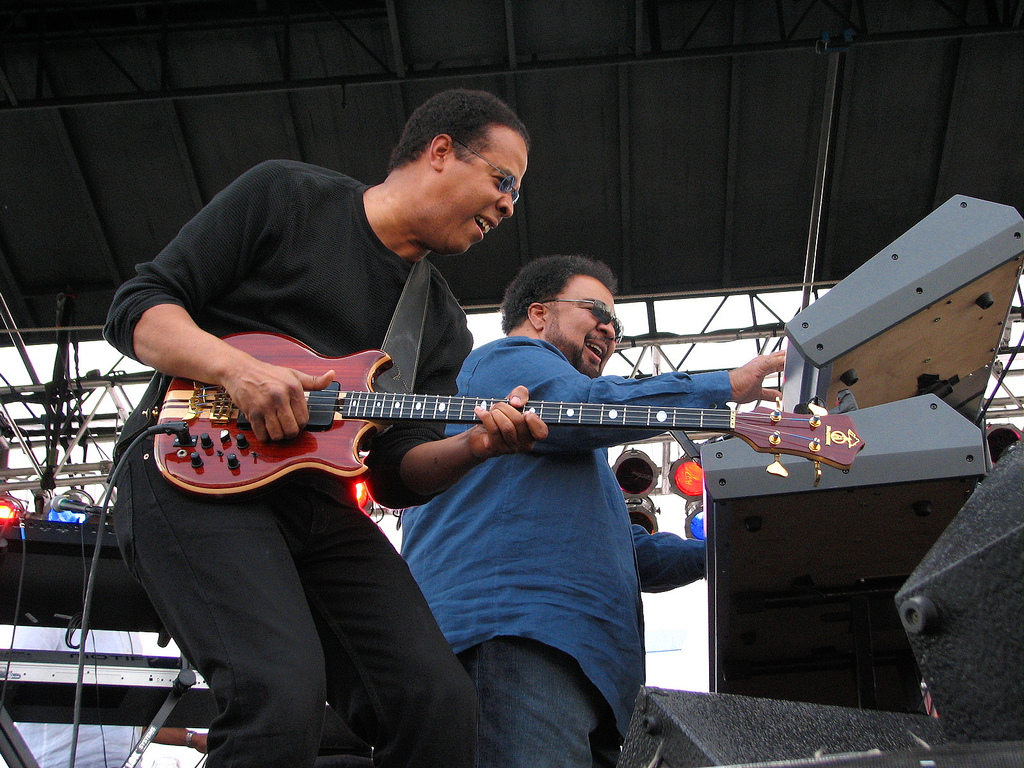
La llegada de Stanley

El gran momento de Alembic llegó en 1973. Rick Turner entregó un ejemplar de Alembic al bajista de fusión Stanley Clarke, que por aquel entonces usaba un Gibson EB-2 y tocaba con Return to Forever, la banda de Chick Corea. Clarke, un bajista de referencia por las innovaciones interpretativas que estaba llevando a cabo en el bajo, quedó tan entusiasmando con el instrumento que lo compró enseguida, y cuando apareció con él en la portada de su disco en solitario “Stanley Clarke", las ventas de Alembic se dispararon en todo el mundo. 
La compañía continuó investigando y experimentando durante el resto de la década, trasladándose nuevamente en 1977 a Cotati. La producción se mantuvo en unos enormes estándares de calidad (se construían sólo unos 25 instrumentos al mes, de los cuales la inmensa mayoría eran bajos), pero en 1978 Turner se marchó, dejando en manos de Ron Wickersham y su mujer Susan la dirección de la compañía. A pesar de sucesivos traslados de las oficinas de Alembic, la firma pertenece aún hoy día a la familia Wickersham. 

## Modelos
- En 1969 Alembic había desarrollado las pastillas Series I/II, que fueron utilizadas en los primeros instrumentos de producción basados en el bajo de Casady, el modelo "Standard Point" de 1972.
- El bajo que fue entregado en 1973 a Stanley Clarke sería nombrado más tarde el modelo "Series I" de escala corta, introducido a nivel comercial en 1975 junto al modelo "Series II".
- En 1976 Alembic creó para John McVie el primer bajo eléctrico con mástil de grafito, fabricado por Modulus.
- En 1981 fue introducido el modelo "Distillate", el primer modelo con salida mono de serie de la marca, fabricado en principio exclusivamente para el mercado japonés, con una sola pastilla e indicadores luminosos en el diapasón. En 1982 este modelo fue introducido en Estados Unidos, en su versión de dos pastillas.
- El modelo "Exploiter" fue diseñado para John Entwistle, que adquirió 15 ejemplares.
- En 1982 se introdujo el modelo "Spoiler", que permaneció en catálogo hasta el año 2000.
- El modelo "Scorpion" es solo un modelo de cuerpo con muchas variedades diferentes.
- En 1985 comenzó la producción de las "Signature Series", similares a las "Series I/II", pero a mitad de precio. Ente ellos se encuentran los modelos "Stanley Clarke" y "Mark King".
- El modelo "Elan" fue creado en 1988, y es el único bajo Alembic que usa maderas estándar en la elaboración del cuerpo (tipo Jazz Bass).
- En 1989 se creó el modelo "20th Anniversary".
- En 1990 se introdujo el modelo "Europa", similar al "Elan", pero de cuerpo más estrecho y cuernos más delgados, y el "Essence", con cuerno superior extendido para lograr un mejor balance.
- En 1993 se introdujo el modelo "Epic".
- De 1995 datan los modelos "Rogue", una mezcla de "Essence" y "Europa", y Orion, semejante al modelo "Epic".
- En 1999 nació el modelo "Excel", semejante al "Spoiler" pero aún más redondeado. Es el único modelo de la firma fabricado con cuerpo de fresno.